# دوغلاس لوكاس
دوغلاس لوكاس (بالإنجليزية: Douglas Lucas)‏ هو مغن مؤلف وملحن أمريكي، ولد في 12 مايو 1984 في إليزابيثتاون في الولايات المتحدة.

## وصلات خارجية
- الموقع الرسمي
- دوغلاس لوكاس على موقع ميوزك برينز (الإنجليزية)